# كأس إسكتلندا 1888–89
كأس اسكتلندا 1888–89 (بالإنجليزية: 1888–89 Scottish Cup)‏ هو موسم من كأس اسكتلندا. كان عدد الأندية المشاركة فيه  166.